# Landsteatern
Landsteatern var en turnerande teaterverksamhet i Finland åren 1945–63.
Landsteatern grundades 1945 av teatermannen Bjarne Commondt, som också fungerade som dess teaterchef och regissör och även spelade ett flertal framträdande roller vid sidan av bland andra hustrun Margaretha Fock. Teatern turnerade över hela Svenskfinland med en blandad repertoar av små intima pjäser och operetter, lämpade för turnéteaterns begränsade resurser. 1963 upphörde verksamheten, då Bjarne Commondt blev chef för Kuusankoski teater.